# Fugas para Magnificat
Fugas para Magnificat são obras para órgão solo escritas pelo compositor alemão Johann Pachelbel. O magnificat desempenha papel importante na liturgia protestante das Vésperas, e Pachelbel escreveu várias partituras para o texto durante sua vida. Tradicionalmente, o órgão era usado nesse contexto tanto para tocar versos alternados do canto como para executar um curto prelúdio a fim de determinar o tom de abertura para os cantores. As noventa e cinco Fugas para Magnificat tiveram função mais utilitária nos serviços diários: introduzir os cantores. Com esse fim, Pachelbel produziu diversas fugas breves em cada um dos modos eclesiásticos, de forma que pudessem ser usadas individualmente segundo a música vocal a ser cantada em determinado dia, desde o 'primus tonus (literalmente "primeiro tom", baseado em dó) até todas as notas da escala:
Magnificat Primi Toni - 23 fugas
Magnificat Secundi Toni - 10 fugas
Magnificat Tertii Toni - 11 fugas
Magnificat Quarti Toni - 8 fugas
Magnificat Quinti Toni - 12 fugas
Magnificat Sexti Toni - 10 fugas
Magnificat Septimi Toni - 8 fugas
Magnificat Octvi Toni - 13 fugas
Pachelbel usou temas originais na maioria das fugas, embora algumas incorporem o cantochão padrão, em parte ou plenamente. Como suas fugas anteriores baseadas em corais, essas partituras são relativamente simples, estando mais próximas de prelúdios que fugas mais sérias então compostas por compositores do norte da Alemanha. A maioria das fugas de Pachelbel não requer uso de pedais. Entretanto, esse amplo corpo de fugas breves em diferentes tons, estilos, temas e atmosferas (de motivos joviais e dançantes a ostensivamente sombrios) representa a mais impressionante compilação de música para órgão até Johann Sebastian Bach, uma geração depois.
Essas obras serviram para Pachelbel experimentar o temperamento igual, um sistema de afinação de sua lavra. No barroco, os diversos sistemas de afinação vigentes ditavam que intervalos, particularmente de terças e quintas, soassem diferentes em diferentes tons. O sistema de afinção temperada, em que todos os semitons são iguais e, portanto, todos os tons também, ganhou espaço na época e seria muito mais explorado no Cravo bem-temperado, de Bach.